# فيليكس لوبيز
فيليكس لوبيز (بالإنجليزية: Felix Lopez)‏ هو لاعب كرة قاعدة أمريكي، ولد في 1 أبريل 1954.